# Národní park Stelvio
Národní park Stelvio (italsky Parco nazionale dello Stelvio, německy Nationalpark Stilfser Joch) se nachází v pohoří Ortles v italských krajích Tridentsko-Horní Adiže a Lombardie, na severu Itálie. Byl založen v roce 1935. Svou rozlohou přes 134 000 ha patří k největším národním parkům v Alpách. Zahrnuje území sedimentárních a magmatických hornin, velké množství vrcholů vyšších než 3 km, hluboká alpinská údolí a přibližně 110 jezer.
Za symbol národního parku Stelvio se pokládá orel skalní. Vzácných zvířat zde ale žije mnohem více – kamzík, kozorožec, svišť, zajíc sněžný, tetřev hlušec, bělokur horský, mlok alpský. Z flory jsou tu na předním místě hlavně porosty přes sto let starých modřínů a borovic. Do parku se samozřejmě počítají také rozsáhlé ledové plochy, mezi nimiž hraje prim ledovec himálajského typu – Ghiacciaio dei Forni s rozlohou 20 km². Nejvyšším vrcholem oblasti je Ortler (3 905 m). Park přetíná vysokohorská silnice vedoucí z Bormia do Pradu překonávající ve svém středu silniční sedlo Passo dello Stelvio (Stilfser Joch) ve výšce 2 757 m.

## Flora
Například prha arnika (Arnica montana), Biscutella laevigata, pochybek Androsace vitaliana, koniklec (Pulsatilla vernalis), pelyněk Artemisia umbelliformis (genépi), hvězdnice alpská (Aster alpinus), Dianthus superbus, hvozdík kartouzek (Dianthus carthusianorum), upolín evropský (Trollius europaeus), Dryas octopetala, šafrán bělokvětý (Crocus albiflorus), Draba aizoides, jaterník podléška (Hepatica nobilis), Gentiana acaulis, Gentiana kochiana, lilie zlatohlávek (Lilium martagon), Lilium croceum subsp. bulbiferum, lnice alpská (Linaria alpina), zimozel severní (Linnaea borealis), oměj Aconitum napellus, Paludella squarrosa, prvosenka bezlodyžná (Primula vulgaris), prvosenka vyšší (Primula elatior), Ranunculus glacialis, rozchodnice růžová (Rhodiola rosea), lomikameny, střevíčník pantoflíček (Cypripedium calceolus), rosnatka okrouhlolistá (Drosera rotundifolia), Silene acaulis, plesnivec alpský (Leontopodium alpinum), Achillea moschata, Soldanella alpina,Viola calcarata, kýchavice Veratrum album, skalenka Loiseleuria procumbens, šicha černá (Empetrum nigrum), pěnišníky, borovice kleč (Pinus mugo), lýkovec (Daphne alpina a Daphne striata), ze stromů převážně jehličnany – borovice limba (Pinus cembra), smrk ztepilý (Picea abies), modřín opadavý (Larix decidua).